# La família Bloom
La família Bloom (també coneguda com a Penguin Bloom) és una pel·lícula dramàtica del 2020 dirigida per Glendyn Ivin, a partir d'un guió de Shaun Grant i Harry Cripps, que està basat en el llibre homònim de Cameron Bloom i Bradley Trevor Greive. És protagonitzada per Naomi Watts, Andrew Lincoln i Jacki Weaver. El llibre i la pel·lícula es basen en una història real de la família de Sam i Cameron Bloom i les seves interaccions amb una garsa australiana anomenada Penguin. S'ha doblat i subtitulat al català amb la distribuïdora A contracorriente Films.
Es va estrenar als cinemes d'Austràlia el 21 de gener de 2021 amb la distribució de Roadshow Films, i es va incorporar al catàleg de Netflix a alguns països el 27 de gener del mateix any.

## Sinopsi
La Sam Bloom és una jove mare que viu feliç amb el seu marit i els seus tres fills. Un dia, un accident la deixa paralítica i s'han d'adaptar a la nova situació. Però l'aparició d'un ocell ferit marcarà una gran diferència en les seves vides.

## Repartiment
- Naomi Watts com a Sam Bloom, la dona d'en Cameron i la filla de la Jan
- Andrew Lincoln com a Cameron Bloom, el marit de la Sam
- Griffin Murray-Johnston com a Noah Bloom
- Felix Cameron com a Rueben Bloom
- Abe Clifford-Barr com a Oli Bloom
- Jacki Weaver com a Jan, la mare de la Sam
- Rachel House com a Gaye
- Leeanna Walsman com a Kylie
- Lisa Hensley com a Bron